# James V. Heidinger

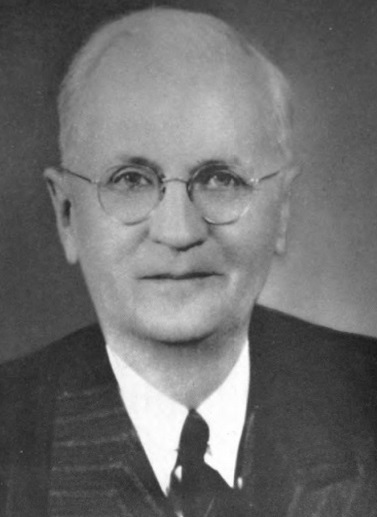
James V. Heidinger (1947)

James Vandaveer Heidinger (* 17. Juli 1882 bei Mount Erie, Wayne County, Illinois; † 22. März 1945 in Phoenix, Arizona) war ein US-amerikanischer Politiker. Zwischen 1941 und 1945 vertrat er den Bundesstaat Illinois im US-Repräsentantenhaus.

## Werdegang
James Heidinger besuchte die öffentlichen Schulen seiner Heimat und danach die North Illinois Normal School in DeKalb. Anschließend studierte er an der Valparaiso University in Indiana. In den folgenden Jahren arbeitete er als Lehrer im Wayne County. Nach einem anschließenden Jurastudium am Northern Illinois College of Law in Dixon und seiner 1908 erfolgten Zulassung als Rechtsanwalt begann er in Fairfield in diesem Beruf zu arbeiten. Zwischen 1914 und 1926 amtierte Heidinger als Bezirksrichter im Wayne County. Von 1927 bis 1933 war er stellvertretender Attorney General von Illinois. Politisch wurde er Mitglied der Republikanischen Partei. Im Juni 1928 nahm er als Delegierter an der Republican National Convention in Kansas City teil, auf der Herbert Hoover als Präsidentschaftskandidat nominiert wurde.
Bei den Kongresswahlen des Jahres 1940 wurde Heidinger im 24. Wahlbezirk von Illinois in das US-Repräsentantenhaus in Washington, D.C. gewählt, wo er am 3. Januar 1941 die Nachfolge des Demokraten Claude V. Parsons antrat. Nach zwei Wiederwahlen konnte er bis zu seinem Tod am 22. März 1945 im Kongress verbleiben. Diese Zeit war von den Ereignissen des Zweiten Weltkrieges geprägt.